# Безпородний собака
Безпородний собака, дворовий собака — собака, що не має приналежності до певної породи собак. Цей тип собак охоплює не тільки бродяг.

## Генетика та різноманіття
Безпородні собаки успадковують набір генів від численних попередніх поколінь, що призводить до великої різноманітності в забарвленні шерсті, розмірах, формі голови та інших морфологічних ознаках. Генетичні дослідження показують, що змішана популяція може містити гени більш ніж з десятка відомих порід, що підтримує феномен так званої «гібридної сили» — проте її існування в домашніх собак є спірним.
Через відсутність стандартизованого породного стандарту дворняжки демонструють широкий спектр поведінкових рис. Активність та енергійність може коливатися від дуже високого рівня (типово для мисливських і службових інстинктів) до помірного, залежно від домінуючих генетичних компонентів, а інтелект і схильність до навчання часто оцінюються як середні або вище середнього, оскільки в популяції дворняг присутні гени багатьох порід із гарною навчальною здатністю.

## Здоров'я та тривалість життя
Дослідження Королівського ветеринарного коледжу (RVC) у Великій Британії за участі майже 10 000 собак показало, що загальний рівень захворювань у дворняг (дизайнерських і змішаних порід) не відрізняється статистично значущо від показників чистокровних собак у 86,6 % випадків. Проте безпородні рідше успадковують специфічні генетичні захворювання, характерні для певних порід. Середня тривалість життя дворняжок коливається в межах 10–15 років, залежно від розміру, умов утримання та медичного догляду.

## Галерея

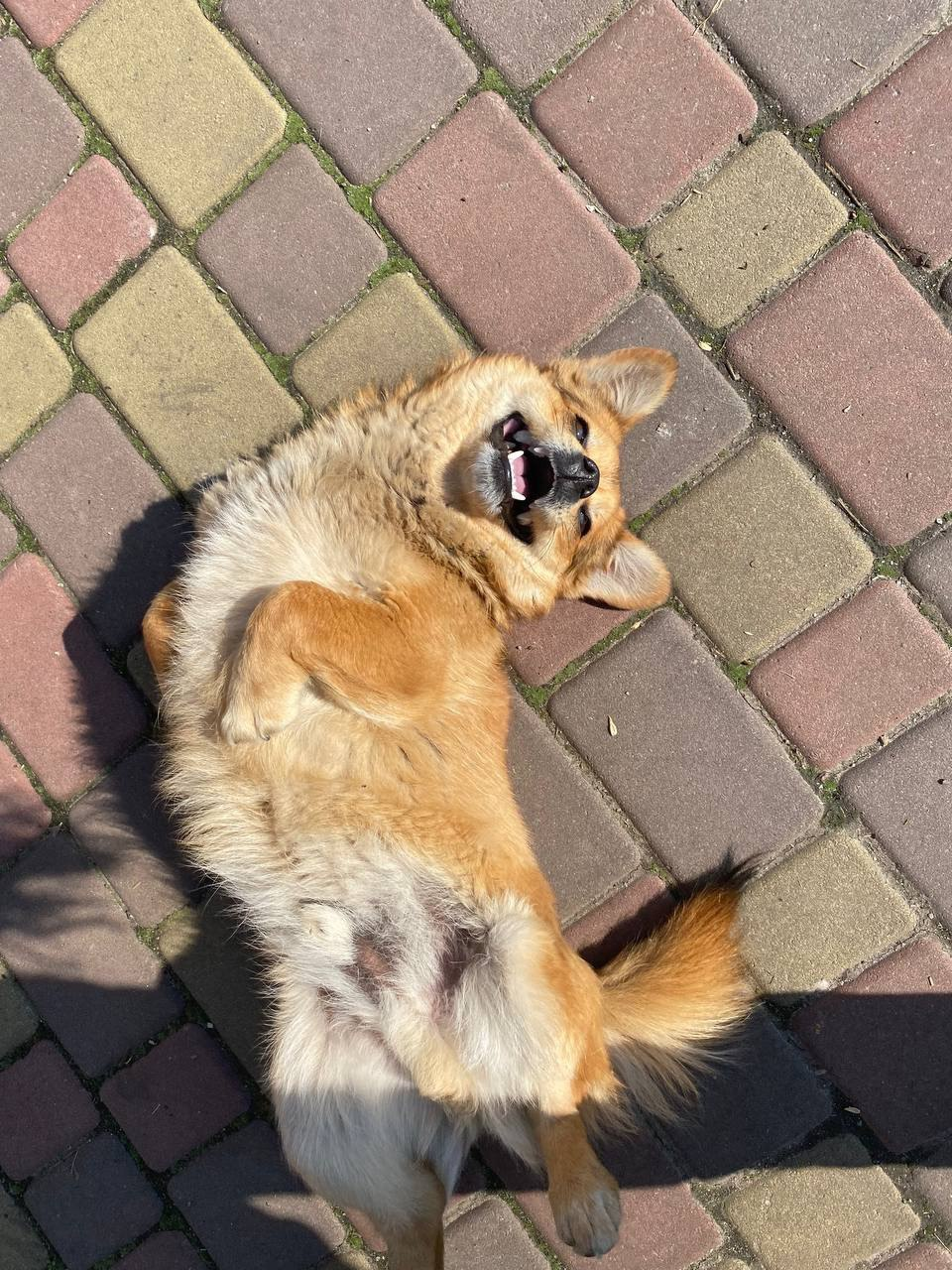
Безпородний собака
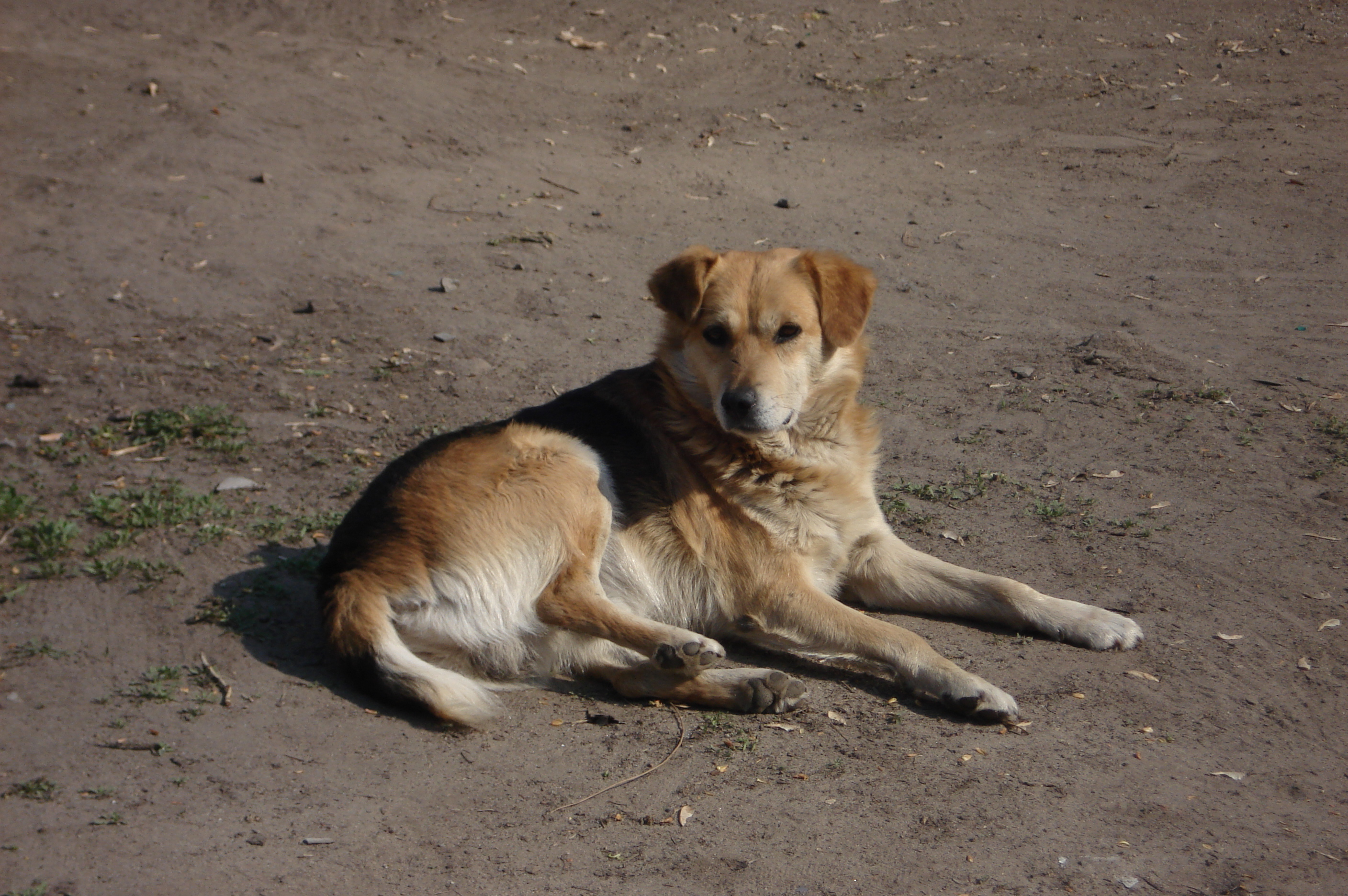
Дворовий собака на дворі